# Pytchley
Pytchley es un pueblo y una parroquia civil del distrito de Kettering, en el condado de Northamptonshire (Inglaterra).

## Demografía
Según el censo de 2001, Pytchley tenía 496 habitantes (235 varones y 261 mujeres). 95 de ellos (19,15%) eran menores de 16 años, 364 (73,39%) tenían entre 16 y 74, y 37 (7,46%) eran mayores de 74. La media de edad era de 39,84 años. De los 401 habitantes de 16 o más años, 85 (21,2%) estaban solteros, 252 (62,84%) casados, y 64 (15,96%) divorciados o viudos. 262 habitantes eran económicamente activos, 252 de ellos (96,18%) empleados y 10 (3,82%) desempleados. Había 214 hogares con residentes y 3 eran alojamientos vacacionales o segundas residencias.
| 361                         | 384 | 452 | 558 | 610 | 606 | - | - | 561 | 528 | 547 | 533 | 518 | 531 | - | 514 | 484 |
| (Fuente: Vision of Britain) |     |     |     |     |     |   |   |     |     |     |     |     |     |   |     |     |